# Astreopora myriophthalma
Astreopora myriophthalma är en korallart som först beskrevs av Jean-Baptiste Lamarck 1816.  Astreopora myriophthalma ingår i släktet Astreopora och familjen Acroporidae. IUCN kategoriserar arten globalt som livskraftig. Inga underarter finns listade i Catalogue of Life.